# James Drury
Pour les articles homonymes, voir Drury.
James Child Drury est un acteur américain né le 18 avril 1934 à New York (État de New York) et mort « de cause naturelle » le 6 avril 2020 à Houston (Texas).

## Biographie
James Drury est né à New York, fils de James Child Drury et Beatrice Crawford Drury. Son père était professeur de marketing à l'Université de New York. Il a grandi entre New York et Salem, Oregon, où sa mère possédait une ferme. Drury a contracté la polio à l'âge de dix ans.
Il a étudié le théâtre à l'Université de New York et a pris des cours supplémentaires à l'UCLA pour terminer son diplôme après avoir commencé à jouer dans des films à la Metro-Goldwyn-Mayer.
Il est surtout connu pour avoir tenu de 1962 à 1971 le rôle-titre du feuilleton télévisé Le Virginien.

## Filmographie

### Cinéma
- 1955 : Les Pièges de la passion : Eddie
- 1955 : Love Me or Leave Me : Assistant directeur
- 1956 : Diane de Poitiers (film, 1956) : lieutenant (non crédité au générique)
- 1956 : La Dernière Caravane : lieutenant Kelly
- 1956 : Love Me Tender : Ray Reno
- 1956 : Planète interdite : Joe Strong
- 1957 : Bernardine : lieutenant Langley Beaumont
- 1959 : Terre de violence (Good Day for a Hanging) de Nathan Juran : Paul Ridgely
- 1960 : Toby Tyler, or Ten Weeks with a Circus : Jim Weaver
- 1960 : Les Dix Audacieux (Ten Who Dared) : Walter Powell
- 1960 : Pollyanna : George Dodds
- 1962 : The Brazen Bell
- 1962 : The Devil's Children
- 1962 : The Final Hour
- 1962 : Third of a Man : Emmet
- 1962 : Coups de feu dans la Sierra (Ride the High Country) de Sam Peckinpah : Billy Hammond
- 1967 : The Young Warriors : sergent Cooley
- 1969 : Backtrack! : le Virginien
- 2005 : Hell to Pay : JT Coffee

### Télévision
- 1959 : Rawhide : le tireur d'élite Kenly (saison 1 épisode 3)
- 1961 : Rawhide : Johnny Adler (saison 3 épisode 20)
- 1962 : Rawhide : Mr Rance  (saison 3 épisode 29)
- 1962 : Le Virginien : le Virginien
- 1967 : Meanest Men in the West
- 1970 : Breakout : Joe Baker
- 1970 : The Men from Shiloh : le Virginien
- 1970 : Alias Smith and Jones : shérif Lom Trevors
- 1971 : The Bull of the West : le Virginien
- 1971 : The Devil and Miss Sarah : Gil Turner
- 1974 : Firehouse : capitaine Spike Ryerson
- 1985 : All American Cowboy (1985) (TV) .... Host/Marshal
- 1991 : The Gambler Returns: The Luck of the Draw : Jim
- 2000 : Le Virginien : le cavalier